# Pete Shore
Pour les articles homonymes, voir Shore.
Pete Shore est un musicien américain, principalement connu pour avoir officié au sein de Boss Hog.
Membre du groupe Unsane, où il officiait déjà avec Charlie Ondras, ils ont été recrutés par Cristina Martinez quand elle a fondé dans l'urgence Boss Hog pour remplacer au pied levé un groupe qui s'était décommandé pour un concert au mythique CBGB's.
Il a participé au premier extended play du groupe, Drinkin', Lechin' & Lyin' (1989, et au premier album Cold Hands en 1990. Il a ensuite quitté le groupe avec Jerry Teel, Kurt Wolf et Charlie Ondras, remplacés par Jens Jurgensen et Hollis Queens.
Une chanson du premier album de Boss Hog, Cold Hands s'appelle Pete Shore.